# Bertrand IV de Montferrand
Pour les articles homonymes, voir Bertrand IV.
Bertrand IV de Montferrand fut un baron du XVe siècle, durant la guerre de cent ans. 

## Biographie
Né en 1435 il est le fils de Jean Ier de Montferrand (ce dernier était le demi-frère de Pierre II de Montferrand marié à Marie de Lancastre : deux fils de Bertrand III) et de Langoiran. Bertrand IV de Montferrand était chevalier, baron de Montferrand (avec Saint-Pierre de Bassens) et de Langoiran, seigneur de Veyrines (au Sud de Bordeaux, entre Mérignac, Pessac, Talence et Bègles : cf. la rue Veyrines à Bordeaux et la tour de Veyrines à Mérignac), d'Agassac, du Cubzaguais, de Marcamps . Il fut conseiller et chambellan du duc d'Aquitaine Henri VI d'Angleterre et combattit le roi de France. 
En 1451, à la fin de la Guerre de Cent Ans, Bertrand défendit la place forte de Bourg face à Jean de Dunois.
Il est mort à Bordeaux au Palais de l'Ombrière en juin 1474.
Sa sœur Catherine épouse David de Faubournet sire de Montferrand-du-Périgord, d'où postérité

## Famille
Il épousa en mars 1454 noble demoiselle navarraise Jeanne de Luxe, fille de Jean Ier de Luxe et de Marie de Peralta. De leur union naquirent:
- Gaston de Montferrand, sire de Montferrand, Langoiran et Veyrines x Catherine de Béarn-Lescun d'Armagnac de Comminges fille du maréchal Jean, sire de Langoiran → Charles Ier († 1548), x Françoise fille d'Odet d'Aydie le Jeune et d'Anne de Pons de Ribérac → Charles II Gaston (maire de Bordeaux, † 1574) et Guy de Montferrand († 1591)
- Charles de Roquetaillade, mort sans alliance.
- Jean II de Montferrand  (branche des vicomtes de Foncaude, seigneurs de Cancon), x Louise de Juge, fille de Boffille de Juge, comte de Castres, et de Marie d'Albret → vicomte Charles † 1557 → vicomtes Jean III et François II...